# Mimoblennius
Mimoblennius es un género de peces de la familia de los blénidos en el orden de los Perciformes.

## Especies
Existen las siguientes especies en este género:
- Mimoblennius atrocinctus (Regan, 1909)
- Mimoblennius cas (Springer y Spreitzer, 1978)
- Mimoblennius cirrosus (Smith-Vaniz y Springer, 1971)
- Mimoblennius lineathorax (Fricke, 1999)
- Mimoblennius rusi (Springer y Spreitzer, 1978)